# 張上淳
張上淳（1956年6月11日—），臺灣內科醫師，現任國立臺灣大學醫學院附設醫院內科部感染科醫師、行政院首席防疫顧問、國立臺灣大學副校長。嚴重特殊傳染性肺炎疫情期間，擔任中央流行疫情指揮中心之專家諮詢小組召集人。
他从弟为知名创作歌手张洪量。

## 榮譽

### 中華民國勛章獎章
- 三等景星勋章（2023年8月17日於台北行政院颁授[2]）

## 外部連結
- 吳柏軒. . 自由. 2019年8月1日 （中文（臺灣））.
- . 國立臺灣大學. 2019年  [2020-06-09]. （原始内容存档于2021-05-17） （中文（臺灣））.
- . 國立臺灣大學醫學院附設醫院.   [2020-06-09]. （原始内容存档于2021-05-11） （中文（臺灣））.